# Dunes de Merlimont
Dunes de Merlimont este o arie protejată (arie de protecție specială avifaunistică — SPA) din Franța întinsă pe o suprafață de 1.033 ha, integral pe uscat.

## Localizare
Centrul sitului Dunes de Merlimont este situat la coordonatele 50°26′40″N 1°35′30″E / 50.44444°N 1.59167°E.

## Înființare
Situl Dunes de Merlimont a fost declarat arie de protecție specială avifaunistică în baza directivei 79/409 din 1979 referitoare la conservarea păsărilor sălbatice pentru a proteja 20 de specii de animale.

## Biodiversitate
Situată în ecoregiunea atlantică, aria protejată nu include niciun habitat protejat.
La baza desemnării sitului se află mai multe specii protejate de  păsări (20): pitulice de apă (Acrocephalus paludicola), pescăruș albastru (Alcedo atthis), rață sulițar (Anas acuta), rață pitică (Anas crecca), rață cârâitoare (Anas querquedula), ciuf de câmp (Asio flammeus), buhai de baltă (Botaurus stellaris), caprimulg (Caprimulgus europaeus), barză neagră (Ciconia nigra), erete de stuf (Circus aeruginosus), erete vânăt (Circus cyaneus), ciocănitoare neagră (Dryocopus martius), egretă albă (Egretta alba), egretă mică (Egretta garzetta), becațină comună (Gallinago gallinago), pescăruș sur (Larus canus), gușă albastră (Luscinia svecica), vultur pescar (Pandion haliaetus), viespar (Pernis apivorus), lopătar (Platalea leucorodia).